# Montevarchi Calcio 1981-1982
Questa voce raccoglie le informazioni riguardanti il Montevarchi Calcio nelle competizioni ufficiali della stagione 1981-1982.

## Rosa
| N. |                   | Ruolo | Calciatore           |
| -- | ----------------- | ----- | -------------------- |
|    | Italia (bandiera) | P     | Marco Antonelli      |
|    | Italia (bandiera) | A     | Alessandro Ballini   |
|    | Italia (bandiera) |       | Bertini              |
|    | Italia (bandiera) | C     | Francesco Bertolucci |
|    | Italia (bandiera) | A     | Giuseppe Brandolini  |
|    | Italia (bandiera) | C     | Luca Giannoni        |
|    | Italia (bandiera) | D     | Massimo Bruni        |
|    | Italia (bandiera) | C     | Vittorio Casimirri   |
|    | Italia (bandiera) | C     | Paolo Chessa         |
|    | Italia (bandiera) | P     | Giuliano Cirilli     |
|    | Italia (bandiera) | C     | Gregorio Discanni    |
|    | Italia (bandiera) | D     | Alfredo Fabbri       |
|    | Italia (bandiera) |       | Fantastichini        |
|    | Italia (bandiera) | D     | Sandro Ferrari       |

| N. |                   | Ruolo | Calciatore           |
| -- | ----------------- | ----- | -------------------- |
|    | Italia (bandiera) | A     | Gennaro Gabbrielli   |
|    | Italia (bandiera) | A     | Stefano Giachi       |
|    | Italia (bandiera) | D     | Carlo Guasti         |
|    | Italia (bandiera) | C     | Gabriele Landi       |
|    | Italia (bandiera) | P     | Leonardo Lovari      |
|    | Italia (bandiera) | P     | Massimo Massi        |
|    | Italia (bandiera) | D     | Luciano Menconi      |
|    | Italia (bandiera) | C     | Roberto Napolitano   |
|    | Italia (bandiera) | A     | Sileno Passalacqua   |
|    | Italia (bandiera) |       | Scaramucci           |
|    | Italia (bandiera) | D     | Salvatore Stefanelli |
|    | Italia (bandiera) | C     | Antonio Talevi       |